# L'Adieu : Le Dernier Été de Brecht
Pour les articles homonymes, voir Dernier été.
Pour plus de détails, voir Fiche technique et Distribution.
L'Adieu, diffusé à la télévision sous le titre L'Adieu : Le Dernier Été de Brecht, (en allemand : Abschied - Brechts letzter Sommer) est un film dramatique et biographique allemand réalisé par Jan Schütte et sorti en 2000. Il a été projeté dans la section Un certain regard au Festival de Cannes 2000.

## Synopsis

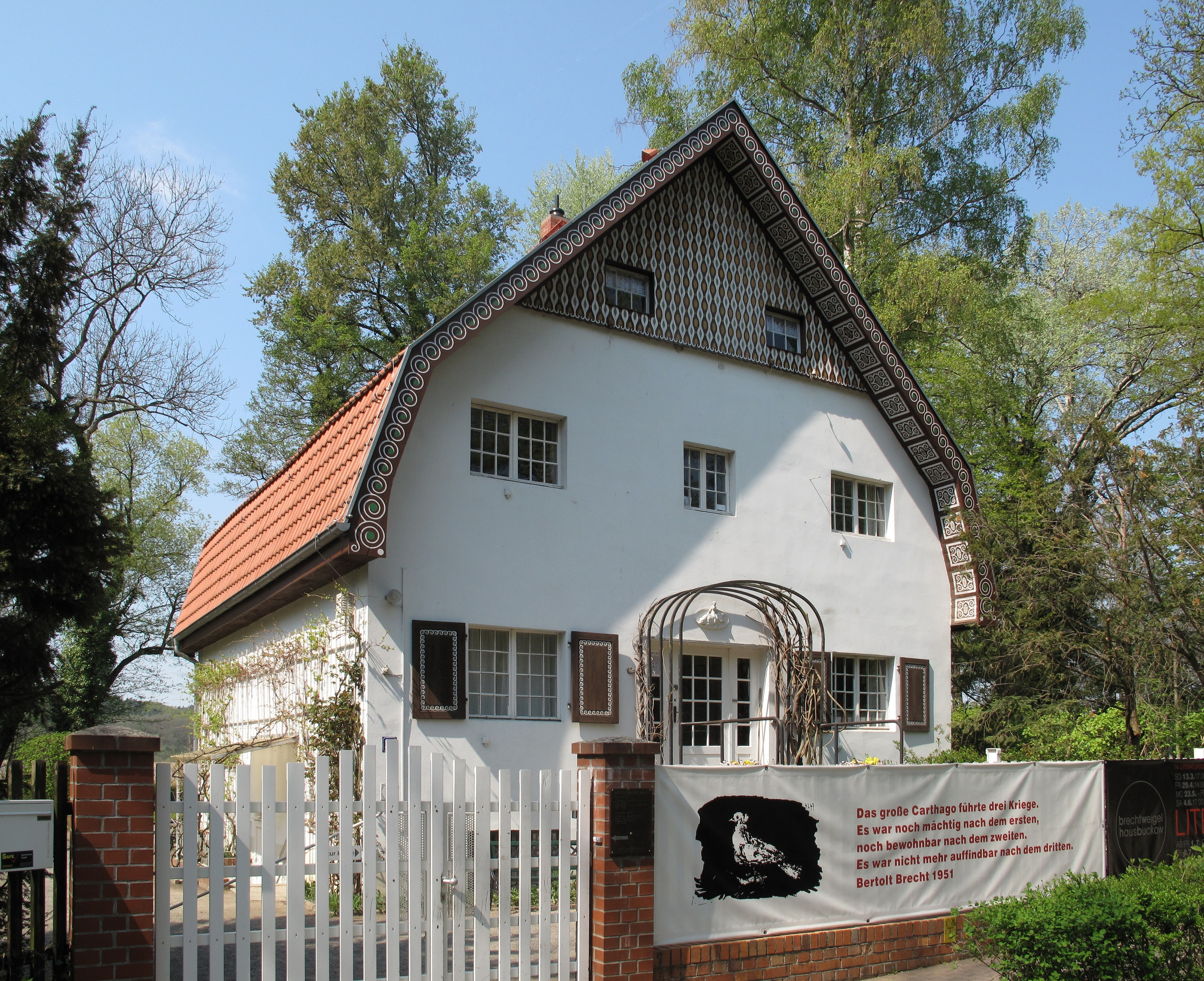
La Brecht-Weigel-Haus, la maison de Bertolt Brecht à Buckow.

Bertolt Brecht passe l'été 1956 dans le Brandebourg dans sa maison de villégiature d'été au village de Buckow. C'est le dernier jour de vacances avant qu'il ne retourne à Berlin pour préparer la nouvelle saison théâtrale du Berliner Ensemble. Toutes les femmes qui comptent dans sa vie sont réunies autour de lui, son épouse Helene Weigel et leur fille Barbara, son ancienne amante Ruth Berlau et sa maîtresse actuelle, Käthe Reichel, toutes deux comédiennes.
Il y a aussi le jeune couple de comédiens Wolfgang Harich et Isot Kilian, elle aussi approchée par le patriarche. Un lac où on peut nager jouxte le jardin. L'assemblée bavarde, mange et boit, philosophe sur l'art, la politique et le sens de la vie. Tout ceci observé par la sécurité de l'État qui veut emprisonner le critique Wolfgang Harich. Helene Weigel peut les en dissuader.
Après des adieux mélancoliques, Brecht meurt quatre jours plus tard à son domicile berlinois.

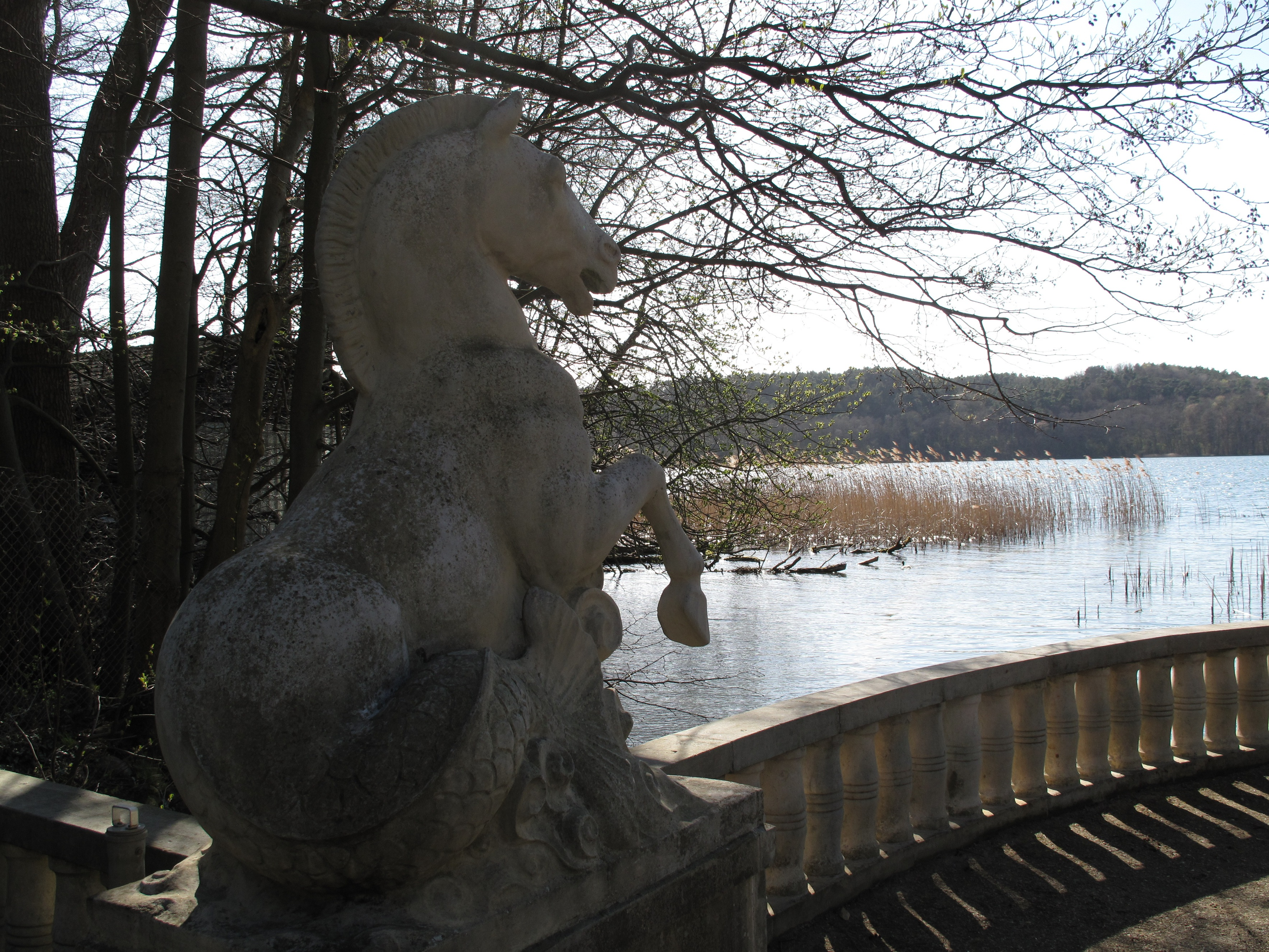
Buckow, vue du lac.

## Fiche technique
- Réalisation : Jan Schütte
- Scénario : Klaus Pohl
- Photographie : Edward Klosinski
- Musique : John Cale
- Montage : Renate Merck
- Décors : Katharina Wöppermann

## Distribution
- Josef Bierbichler : Bertolt Brecht
- Monica Bleibtreu : Helene Weigel
- Jeanette Hain : Käthe Reichel
- Elfriede Irrall : Elisabeth Hauptmann
- Margit Rogall : Ruth Berlau
- Samuel Finzi : Wolfgang Harich
- Rena Zednikova : Isot Kilian
- Birgit Minichmayr : Barbara Brecht
- Tilman Günther : officier de la sûreté d'État
- Paul Herwig : Manfred Wekwerth
- Claudius Freyer : Peter Palitzsch
- Emanuel Spitzy : jeune pionnier
- Slawomir Holland : officier de la sûreté d'État
- Piotr Kryska : chauffeur à la sûreté d'État

## Production
Le film a été tourné en Pologne à Szczecinek, dans la voïvodie de Poméranie-Occidentale (Zachodniopomorskie).